# Lukojanov
Lukojanov (in russo Лукоянов?) è una cittadina della Russia europea centro-orientale, nell'oblast' di Nižnij Novgorod, capoluogo del rajon Lukojanovskij).

## Geografia fisica
Sorge sulla riva destra del fiume Tëša, un affluente dell'Oka, e dista circa 170 km da Nižnij Novgorod. Fondata nel XVI secolo, ha ricevuto lo status di città nel 1779.